# Octavio (film)
Pour les articles homonymes, voir Octavio.
Octavio est un long métrage documentaire français, réalisé en 1990 par Camille de Casabianca.

## Synopsis
Octavio, trois ans, est abandonné par sa mère à l'orphelinat de Bogota. Georges et Amy, un couple d'Américains chaleureux, ont réussi à rassembler dix mille dollars. Grâce à quoi, ils adoptent Octavio et l'emmènent en Alaska où, rebaptisé Luke, sa nouvelle vie l'attend.
Cela ressemble à un conte de fées, or ce n'est pas si simple.

## Fiche technique
- Réalisation : Camille de Casabianca
- Directeur de la photographie : Patrick Blossier
- Montage : Denise de Casabianca
- Durée :
- Date de sortie :

## Prix
Il a reçu le prix Frédéric-Rossif 1991 et a été sélectionné dans des festivals internationaux.